# سلطانة بنت عبد العزيز السديري
سلطانة بنت عبد العزيز السديري، شاعرة وإعلامية وناشطة اجتماعية سعودية، وتعد من النساء الرائدات في الأدب السعودي المعاصر. ومن أبرز قصائدها قصيدة «سويعات الأصيل» التي غناها الفنان طلال مداح.

## حياتها
ولدت في القريات شمال المملكة العربية السعودية، تلقت تعليمها الأولي في الكتّاب، ثم في مدرسة القريات التي أنشأها والدها، وتوقفت عن الدراسة في المرحلة الثانوية؛ لظروف عائلية.
نشأت سلطانة في أسرة تكثر من قول الشعر، كما قضت مدة من صباها في لبنان، فشهدت الحراك الثقافي والأدبي المزدهر حين ذاك في لبنان. وقد كتبت الشعر وهي في عمر الرابعة عشرة، ونشرت نصوصها الأولى بسماء مستعارة منها: نداء، عهود، الخنساء، الأديبة المؤدبة.

## إنجازاتها
- أول المؤسسات للجمعيات الخيرية النسائية في المملكة العربية السعودية.
- أول امرأة سعودية تنشئ صالونًا نسائيًا في السعودية.
- أول امرأة سعودية تقيم أمسية شعرية خارج السعودية.
- البعض يرى أنها صاحبة أول ديوان نسائي في السعودية ومنطقة الخليج العربي.
- لها نشاط صحفي متنوع على المستوى السعودي والعربي.
- لها حضور فاعل في الفعاليات النسائية الثقافية والتعليمية.[4]
- أقامت (17) أمسية شِعرية، كانت أولها عام 1973م في سكن جامعة البنات بالرياض، كما أقامت أمسية في دولة الكويت عام 1982م، وأمسيات عام 1997م في  قطر ومملكة البحرين.[5]

## صالونها الأدبي الثقافي
افتتحت سلطانة السديري صالونًا أدبيًا في بيتها، ويهتم بعقد المحاضرات والندوات في نواحي ثقافية وعلمية مختلفة فيما يتعلق بالمرأة والمجتمع، بالإضافة على حرصها أن تقيم أمسيتين شعريتين خلال العام الواحد، كما اهتمت بالقصة القصيرة وتفعيل دورها من خلال الصالون، وكان يرتاد هذا الصالون العديد من الشخصيات النسائية البارزة سياسيًا (مثل: الشيخة شيخة النواف الصباح حرم سفير دولة الكويت في المملكة العربية السعودية)، والشخصيات البارزة ثقافيًا (مثل: الدكتورة خيرية السقاف). وقد جاء على لسان سلطانة الهدف من إنشاء الصالون فيما نصه: «وكان هدفي الأول لإنشاء هذا الصالون هو إلقاء الضوء على دور المرأة السعودية في التنمية في جميع القطاعات العلمية والأدبية والاجتماعية، والهدف الثاني: هو التوعية، خاصة للأجيال القادمة والواعدة، فمما لا شك فيه أن الفتاة التي تهتم بهذه المحاضرات وتأتي إليها لا بد أن تكون عاملاً مؤثراً لأسرتها ولصديقاتها في مجتمعها المحيط بها وخاصة حينما تجد القدوة الطيبة من خلال سيداتنا الفاضلات واللواتي يحرصن على الحضور».

## مؤلفاتها
- عبير الصحراء (ديوان شعر)، وطبع طبعة ثانية بعنوان: (عيناي فداك). 1956م.
- صور من المجتمع (قصص اجتماعية).
- بين العقل والقلب (مقالات).
- سحابة بلا مطر (شعر عامي). 1984م.
- قهر (شعر عامي). 1984م.
- على مشارف القلب (ديوان شعر). 1995م.
- الحصان والحواجز (شعر عامي).[7] 1995م.